# Communauté de communes du Territoire de Beaurepaire
Die Communauté de communes du Territoire de Beaurepaire ist ein ehemaliger französischer Gemeindeverband mit Rechtsform einer Communauté de communes im Département Isère, dessen Verwaltungssitz sich in der Gemeinde Beaurepaire befand. Der Ende 1992 gegründete Gemeindeverband bestand aus 15 Gemeinden auf einer Fläche von 197,7 km2.

## Historische Entwicklung
Der Gemeindeverband fusionierte am 1. Januar 2019 mit der Communauté de communes du Pays Roussillonnais, um den neuen Gemeindeverband Communauté de communes Entre Bièvre et Rhône zu bilden.

## Aufgaben
Zu den vorgeschriebenen Kompetenzen gehörten die Entwicklung und Förderung wirtschaftlicher Aktivitäten und des Tourismus sowie die Raumplanung auf Basis eines Schéma de Cohérence Territoriale. Der Gemeindeverband bestimmte die Wohnungsbaupolitik und betrieb die Straßenmeisterei und die Rettungsdienste. Die Müllabfuhr und -entsorgung realisierte die Communauté de communes als Mitglied in einem übergeordneten Zweckverband aller Gemeindeverbände auf dem Plateau de Bièvre. Zusätzlich übernahm sie Verantwortung in Kulturangelegenheiten und für die Sporteinrichtungen im Zusammenhang mit Schulen. Ein 2007 vom Gemeindeverband errichtetes Krematorium wurde ebenfalls interkommunal betrieben.

## Ehemalige Mitgliedsgemeinden
Folgende 15 Gemeinden gehörten der Communauté de communes du Territoire de Beaurepaire an:
1. Beaurepaire
2. Bellegarde-Poussieu
3. Chalon
4. Cour-et-Buis
5. Jarcieu
6. Moissieu-sur-Dolon
7. Monsteroux-Milieu
8. Montseveroux
9. Pact
10. Pisieu
11. Pommier-de-Beaurepaire
12. Primarette
13. Revel-Tourdan
14. Saint-Barthélemy
15. Saint-Julien-de-l’Herms